# 34083 Feretova
34083 Feretova este o planetă minoră (asteroid), cu un diametru de 2,703 km, din centura de asteroizi. A fost descoperită pe 1 august 2000 la Experimental Test Site⁠(d) de Lincoln Near-Earth Asteroid Research. 
Obiectul prezintă o orbită caracterizată de o semiaxă mare de 2,5420985 UAi, o excentricitate de 0,19, o înclinație de 6,37827 ° în raport cu ecliptica.